# Tuila el Grande
Tuila el Grande är en ort i Mexiko.   Den ligger i kommunen Comitán Municipality och delstaten Chiapas, i den sydöstra delen av landet, 800 km öster om huvudstaden Mexico City. Tuila el Grande ligger 1 855 meter över havet och antalet invånare är 111.
Terrängen runt Tuila el Grande är kuperad. Runt Tuila el Grande är det ganska tätbefolkat, med 67 invånare per kvadratkilometer. Närmaste större samhälle är Las Margaritas, 20,0 km öster om Tuila el Grande. I omgivningarna runt Tuila el Grande växer huvudsakligen savannskog.